# Néozapatisme
Vous pouvez aider à l'améliorer ou bien discuter des problèmes sur sa page de discussion.
- Il ne cite pas suffisamment ses sources. Vous pouvez indiquer les passages à sourcer avec {{référence nécessaire}} ou {{Référence souhaitée}}, et inclure les références utiles en les liant aux notes de bas de page. (Marqué depuis novembre 2024)
- Son contenu est rédigé entièrement ou presque à partir d'une seule source. N'hésitez pas à modifier cet article pour améliorer sa vérifiabilité en apportant de nouvelles références dans des notes de bas de page. (Marqué depuis novembre 2024)
- Son introduction est soit absente, soit non conforme aux conventions de Wikipédia. (Marqué depuis novembre 2024)

- Archive Wikiwix
- Bing
- Cairn
- DuckDuckGo
- E. Universalis
- Gallica
- Google
- G. Books
- G. News
- G. Scholar
- Persée
- Qwant
- (zh) Baidu
- (ru) Yandex
- (wd) trouver des œuvres sur Wikidata

Néozapatisme (ou néo-zapatisme) est un mouvement de lutte socio-politique inspiré par les idéaux zapatistes, prônant l'autonomie et la résistance contre les structures de domination néolibérales au Mexique et dans le monde. Émergé principalement dans les années 1990, ce mouvement trouve ses racines dans les idéaux de l’Armée zapatiste de libération nationale (EZLN), dirigée par le sous-commandant Marcos, et s’est répandu dans des territoires indigènes du Chiapas. Les communautés néozapatistes organisent des formes de gouvernance locale basées sur la démocratie directe et des principes de justice sociale, souvent en opposition aux structures étatiques traditionnelles. Le néozapatisme, ancré dans une critique anticapitaliste, s’oppose aux politiques globales d’oppression économique et cherche à promouvoir un modèle de société fondé sur la dignité et l’autonomie.